# Polisportiva Modica Calcio
L'A.S.D. Polisportiva Modica Calcio (conosciuta semplicemente come Modica Calcio), è una società calcistica italiana con sede nella città di Modica, in Provincia di Ragusa.
L'attuale sodalizio ha ereditato nel 2016 la tradizione sportiva dello storico Modica Calcio, fondato nel 1932 e più volte rifondato nel corso della sua storia. L'apice della storia del club è stato raggiunto nel 1981-1982 e nel 2005-2006, con la militanza nel campionato di Serie C2. I colori sociali sono il rosso ed il blu e l'impianto casalingo è lo stadio Comunale Vincenzo Barone.
Per la stagione 2023-2024, il club milita nel girone B del campionato di Eccellenza Sicilia.
Nella stagione 2021-2022 la squadra ottenne ottimi risultati, vincendo la Coppa Italia Promozione e conquistando il primo posto nella classifica di Promozione, ottenendo così per la prima volta dalla rifondazione nel 2016 la promozione in Eccellenza.

## Storia
Ancor prima della nascita di una prima società di calcio, il settimanale di propaganda fascista "Vedetta Iblea" di Ragusa raccontava della disputa di un Campionato Provinciale 1931/32 diviso in due gironcini, nel girone B giocarono Modica, Scicli, Pozzallo e Spaccaforno.
La prima società fu solo pensata nel 1932, presso un bar del centro, con il nome di Vis Modica, ma non partecipò a campionati ufficiali nei primi anni. Nel 1934 la Vis Modica ebbe un primo presidente, Salvatore Gintoli, e la sua prima casacca ufficiale, coi colori rossoblu. Le prime partite, non ufficiali, furono giocate in un grande spiazzale della stazione ferroviaria. In seguito fu approntato un vero e proprio rettangolo di gioco, nel quartiere Sorda, allora periferia della città. Per l'inaugurazione, fu invitato il Rosolini (SR), che vinse 1-0. Dopo la guerra, il campo sportivo fu intitolato alla Medaglia d'Oro al V.M. Vincenzo Barone. 
Nella stagione 1937-1938 il Modica partecipa al suo primo campionato ufficiale, seppure a carattere provinciale. Fu disputato il primo derby con il Ragusa, terminato col risultato di 1-1. Nel 1939 il Modica partecipa al Campionato Propaganda Provinciale con Ragusa, Pozzallo, Vittoria, Ispica e Ragusa Ibla, vinto dall'Ispica. Poi l'inizio della guerra bloccò l'attività calcistica modicana. Un mini torneo provinciale fu organizzato nel 1943-1944 per festeggiare la fine della guerra: vi parteciparono tre squadre di N9 Ragusa, una di Ispica, una di Vittoria, e una di Modica, detta Aurora Modica.

Il Modica Calcio nel 1950.

Il 20 ottobre 1946 viene costituita l'Unione Sportiva Modica, che come primo campionato partecipò alla Seconda Divisione regionale nel 1949-1950. Vinse i primi due campionati, approdando alla stagione 1951-1952 alla Promozione, per l'ultimo anno gestita dalla Lega Interregionale Sud, e quarta serie dei tempi. La società divenne poi Fiamma Modica, dopo il ritiro dal campionato di Promozione regionale (quinta serie) nel 1957-1958 in seguito al suo primo fallimento. Ritornerà alla denominazione Modica Calcio nel 1960-61, dopo la promozione dalla II alla I Categoria. Il Modica vinse nel 1963-1964 la Coppa Trinacria, riservata alle squadre meglio piazzate nel torneo di II Categoria. La società fa la sua prima apparizione in Serie D solo nel 1973-74, dopo anni passati nei campionati regionali.

Il Modica nel 1981-1982

Nel 1980-81 arriva la prima promozione in Serie C2: i rossoblu arrivano al secondo posto nel girone F. La formazione di Luigi Bodi non regge però l'urto con la quarta serie e non riesce a vincere neanche una partita, tornando subito tra i dilettanti. I rossoblu riuscirono ad imporre il pareggio in tutti e due i confronti al Barletta, squadra che dominò il campionato approdando alla C1.
Nella stagione 2002-2003 il Modica tornò in Serie D dopo aver vinto il proprio girone di Eccellenza. Nella stagione 2004-05 la formazione sotto la Presidenza di Antonio Aurnia vinse il girone I e tornò in C2 dopo più di vent'anni. Nel campionato 2005-06 la squadra, ben rinforzata, si riuscì a destreggiare per tutto il girone d'andata, salvo poi subire un crollo nel ritorno e retrocedere ai play-out persi contro il Potenza.
Per il campionato 2006-2007 il Modica non si iscrisse per irregolarità amministrative al campionato di Serie D, ma avendo fatto fusione societaria con la società Libertas Acate (in quel momento a 0 punti dopo le prime 3 partite), disputò il campionato di Eccellenza, che vinse chiudendo al primo posto finale solitario. Dalla stagione 2009-2010, la società gioca, ancora in serie D, con la nuova denominazione di A.S.D. Modica Calcio, retrocedendo in Eccellenza.
Nel 2011 la guida societaria passa a Piero Cundari e due anni dopo, nel 2013, al duo Pietro Bellia e Sebastiano Failla che per due anni mantiene con innumerevoli sforzi economici e finanziari l'importante categoria dell'Eccellenza, sfiorando nel primo anno 2013/2014 i play off dopo una cavalcata di 10 vittorie consecutive e avendo salvato dalla radiazione la squadra intorno alla fine del girone di andata. Nel secondo anno 2014/2015 il Modica Calcio sempre con in testa il duo Pietro Bellia e Sebastiano Failla mantiene la categoria dell'Eccellenza battendo ai play out i cugini ipparini del Vittoria per 2 a 0 in casa al Pietro Scollo che per l'occasione era una bolgia. 
IL Modica calcio nel 2015 passa nelle mani di un gruppo di imprenditori di Acate con presidente Giovanni Iacono. 
A seguito della retrocessione ottenuta nella stagione 2015-2016, la società decise di unire le forze con il Ragusa (sotto il nome di S.S.D. Ragusa), con l'intento di ottenere dalla Lega Nazionale Dilettanti, il ripescaggio nel campionato d'Eccellenza. Tuttavia, gli sforzi dei due sodalizi furono invano; dopo aver appreso la notizia del mancato ripescaggio, il presidente Giovanni Iacono non iscrive la squadra al campionato di Promozione, dichiarando così lo scioglimento del neonato sodalizio ibleo.

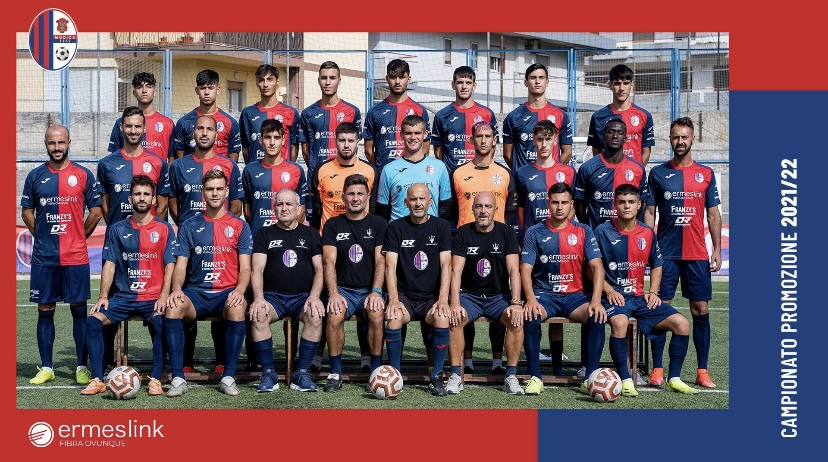
Modica Calcio, Campionato Promozione Sicilia, 2021-2022

Nel mese di agosto 2016 l'A.S.D. Modicanese, militante in Seconda Categoria, assume la denominazione di A.S.D. New Modica Calcio. Inoltre, il gruppo "Ultras Modica 1932" consegna, in qualità di proprietario, lo storico logo del Modica Calcio al presidente Mommo Carpentieri, a titolo gratuito, affidando di fatto al sodalizio la tradizione sportiva dello storico club.
La società viene ripescata in Prima Categoria 2016-17, vince il girone F e conquista la Promozione. Il campionato di Promozione 2017-18 si conclude con un settimo posto per la squadra allenata da Franco Rappocciolo. La stagione 2018/19 vede la squadra piazzarsi a metà classifica. A fine stagione la squadra viene ceduta all’ex massaggiatore Zocco e, dopo due campionati anonimi con relativa permanenza in Promozione, viene acquistata dagli imprenditori Mattia Pitino, Danilo Radenza e Salvo Di Raimondo.
La strepitosa annata 2021-2022 con al vertice la triade (Pitino, Radenza e Di Raimondo) si conclude con la vittoria del campionato di Promozione all'ultima giornata di campionato e il 2 Giugno 2022 il Modica dopo 90 anni di storia vince la sua prima Coppa Italia Promozione Sicilia. Al termine della stagione il controllo della società rimane in mano al duo Pitino - Radenza.
Nella stagione 2022-2023 il Modica milita nel campionato di Eccellenza, torneo nel quale però non riesce ad agguantare un piazzamento nella griglia play off. La società della Contea recita un ruolo da protagonista anche nella stagione 2023-2024: piazzatosi terza al termine della regular season - alle spalle di Enna e Paternò, entrambe promosse in D rispettivamente tramite la vittoria del campionato e della Coppa Italia di categoria - la formazione modicana conquista direttamente la finale regionale per via del distacco superiore a 10 punti nei confronti della sesta classificata. In finale, in un Vicenzo Barone gremito, s'impone per 2-0 sul Milazzo, conquistando la fase nazionale. Qui affronta al primo turno i molisani dell'Aurora Alto Casertano, imponendosi nella sfida d'andata e pareggiando al ritorno al Vincenzo Barone. Il sogno del ritorno in Serie D però si infrange in finale, dove i rossoblu cedono di schianto ai campani del Pompei. 
Nella stagione 2024-2025 il Modica, dopo un lungo e avvincente testa a testa che si risolve solo all'ultima giornata, conclude il campionato in seconda posizione alle spalle del Milazzo.

## Colori e simboli
I colori sociali del Modica Calcio sono il rosso e il blu. Il simbolo della squadra è il tigrotto.
Inoltre lo storico logo del Modica Calcio 1932, è di proprietà dei tifosi, i quali lo hanno regolarmente registrato nel 2016.

## Strutture

### Stadio
Il Modica ha giocato le sue partite interne dagli anni 2000 allo Stadio Caitina, che ha una capienza di 2500 spettatori, dopo aver abbandonato il "Vincenzo Barone", rimasto in uso per le categorie giovanili e per le categorie minori. Lo Stadio Caitina di Modica è stato ribattezzato in onore di Pietro Scollo, massaggiatore della compagine iblea. Lo stadio è composto da una tribuna in prefabbricati in alluminio coperta, con alcuni seggiolini nella parte centrale, da una tribuna in calcestruzzo con tiranti che servivano per la vecchia copertura e da una curva non ancora agibile.
Dopo la denominazione e la ripartenza dal campionato di Prima Categoria la società è ritornata nel suo storico impianto. Il ''Vincenzo Barone'' ha una tribuna centrale che può ospitare circa 1000 spettatori, con due box adibiti alla stampa (di cui uno non utilizzato), una tribuna B tornata fruibile al termine di interventi di ristrutturazione ed adeguamento alle normative vigenti, ed una curva dalla capienza di 500 spettatori non utilizzabile.

## Organigramma societario
| Proprietà               | Mattia Pitino, Salvo Di Raimondo, Danilo Radenza, Luca Gugliotta |
| Presidente              | Giuseppe Rizza                                                   |
| Direttore Generale      | -                                                                |
| Direttore Marketing     | Antonio Drago (Orango)                                           |
| Social Media Manager    | Leandro Floridia                                                 |
| Assistente Social Media | Salvo Arturia                                                    |
| Allenatore              | Pino Rigoli                                                      |
| Preparatore Portieri    | Roberto La Malfa                                                 |
| Preparatore Atletico    | Rosario Marangio                                                 |
| Team Manager            | Fernando Caristia                                                |
| Resp. settore giovanile | Marcello Casiraro                                                |
| Fisioterapista          | -                                                                |
| Massaggiatore           | Emanuele Mauceri                                                 |
| Addetto Stampa          | Salvatore Cannata, Giorgio Caruso, Giuseppe Ragona               |
| Magazziniere            | Giorgio Calabrese                                                |

## Palmarès

### Competizioni interregionali
- Campionato italiano Serie D: 1

2004-2005 (girone I)

### Competizioni regionali
- Eccellenza: 2

2002-2003 (girone B), 2006-2007 (girone B)
- Promozione: 5

1972-1973 (girone B), 1984-1985 (girone B), 1994-1995 (girone C), 1997-1998 (girone C), 2021-2022 (girone D)
- Prima Categoria: 2

1971-1972, 2016-2017 (girone F)
- Seconda Categoria: 1

1959-1960
- Coppa Italia Promozione: 1

2021-2022
- Coppa Trinacria: 1

1968-1969

## Statistiche e record

### Partecipazione ai campionati
Nazionali
| Livello | Categoria                 | Partecipazioni | Debutto   | Ultima stagione | Totale |
| ------- | ------------------------- | -------------- | --------- | --------------- | ------ |
| 4º      | Promozione                | 1              | 1951-1952 | 1951-1952       | 8      |
| 4º      | Serie C2                  | 2              | 1981-1982 | 2005-2006       | 8      |
| 4º      | Serie D                   | 5              | 1973-1974 | 1977-1978       | 8      |
| 5º      | Serie D                   | 9              | 1978-1979 | 2010-2011       | 11     |
| 5º      | Campionato Interregionale | 2              | 1982-1983 | 1985-1986       | 11     |

Regionali
| Livello    | Categoria             | Partecipazioni  | Debutto   | Ultima stagione | Totale |           |   |
| ---------- | --------------------- | --------------- | --------- | --------------- | ------ | --------- | - |
| 1º         | Prima Divisione       | 1               | 1950-1951 | 1950-1951       | 21     |           |   |
| 1º         | Promozione            | 6               | 1952-1953 | 1972-1973       | 21     |           |   |
| 1º         | Campionato Dilettanti | 1               | 1957-1958 | 1957-1958       | 21     |           |   |
| 1º         | Prima Categoria       | 1               | 1960-1961 | 1960-1961       | 21     |           |   |
| 1º         | Eccellenza            | 12              | 1995-1996 | 2015-2016       | 21     |           |   |
| 2º         | Seconda Divisione     | 1               | 1949-1950 | 1949-1950       | 19     |           |   |
| 2º         | Seconda Categoria     | 10              | 1959-1960 | 1969-1970       | 19     |           |   |
| 2º         | Prima Categoria       | 2               | 1970-1971 | 1971-1972       | 19     |           |   |
| 2º         | Promozione            | 6               | 1983-1984 | 2021-2022       | 19     |           |   |
| 2º         | 3º                    | Prima Categoria | 2         | 1989-1990       | 19     | 1990-1991 | 7 |
| Promozione | 3º                    | 5               | 1991-1992 | 1997-1998       |        |           | 7 |

### Partecipazioni alle coppe
| Competizione         | Partecipazioni | Debutto   | Ultima stagione | Totale |
| -------------------- | -------------- | --------- | --------------- | ------ |
| Coppa Italia Serie C | 2              | 1981-1982 | 2005-2006       | 2      |
| Coppa Italia Serie D | 6              | 2003-2004 | 2010-2011       | 6      |

## Tifoseria

### Storia
Il principale gruppo della tifoseria organizzata erano gli Ultras Modica 1932.
Nel 2019 il gruppo si è diviso, formando il Gruppo Tradizione e i Sostenitori Modica 1932. Nel 2020 nasce il gruppo Teste Matte Rione Vignazza e nel 2024 il gruppo moderato de I figli della Contea
La tifoseria modicana ha rapporti di amicizia con quella dell'Acireale, del Vittoria e del Nola, mentre tra le rivalità spiccano quelle con Siracusa, Ragusa, Paternò, Noto, Enna, Gela e Milazzo.